# Field Mill
El Field Mill también llamado One Call Stadium por razones de patrocinio, es un estadio multiuso ubicado en la ciudad de Mansfield, condado de Nottinghamshire, Inglaterra. El club que utiliza el recinto deportivo es el Mansfield Town, equipo que compite actualmente en la Football League Two, la cuarta división del fútbol inglés.
Dentro de la historia del Field Mill resalta el ser conocido como el campo de fútbol profesional más antiguo en el mundo